# Dark Connection
Dark Connection – trzeci album studyjny fińskiego zespołu muzycznego Beast in Black.

Został wydany 29 października 2021 nakładem wytwórni Nuclear Blast.

## Lista utworów
Opracowano na podstawie materiału źródłowego.
| Nr  | Tytuł utworu                | Długość |
| --- | --------------------------- | ------- |
| 1.  | „Blade Runner”              | 4:09    |
| 2.  | „Bella Donna”               | 3:54    |
| 3.  | „Highway to Mars”           | 5:16    |
| 4.  | „Hardcore”                  | 3:36    |
| 5.  | „One Night In Tokyo”        | 3:09    |
| 6.  | „Moonlight Rendezvous”      | 5:41    |
| 7.  | „Revengeance Machine”       | 4:10    |
| 8.  | „Dark New World”            | 4:00    |
| 9.  | „To The Last Drop Of Blood” | 3:57    |
| 10. | „Broken Survivors”          | 4:27    |
| 11. | „My Dystopia”               | 5:56    |
|     |                             | 48:15   |

| Bonusy | Bonusy                     | Bonusy  |
| Nr     | Tytuł utworu               | Długość |
| ------ | -------------------------- | ------- |
| 1.     | „Battle Hymn”              | 6:56    |
| 2.     | „They Don't Care About Us” | 4:35    |

## Twórcy
Opracowano na podstawie materiału źródłowego.
- Yannis Papadopoulos – wokal prowadzący
- Máté Molnár - gitara basowa
- Atte Palokangas – perkusja
- Kasperi Heikkinen – gitara
- Anton Kabanen - gitary, wokal wspierący, syntezator, orkiestracja